# Kocher

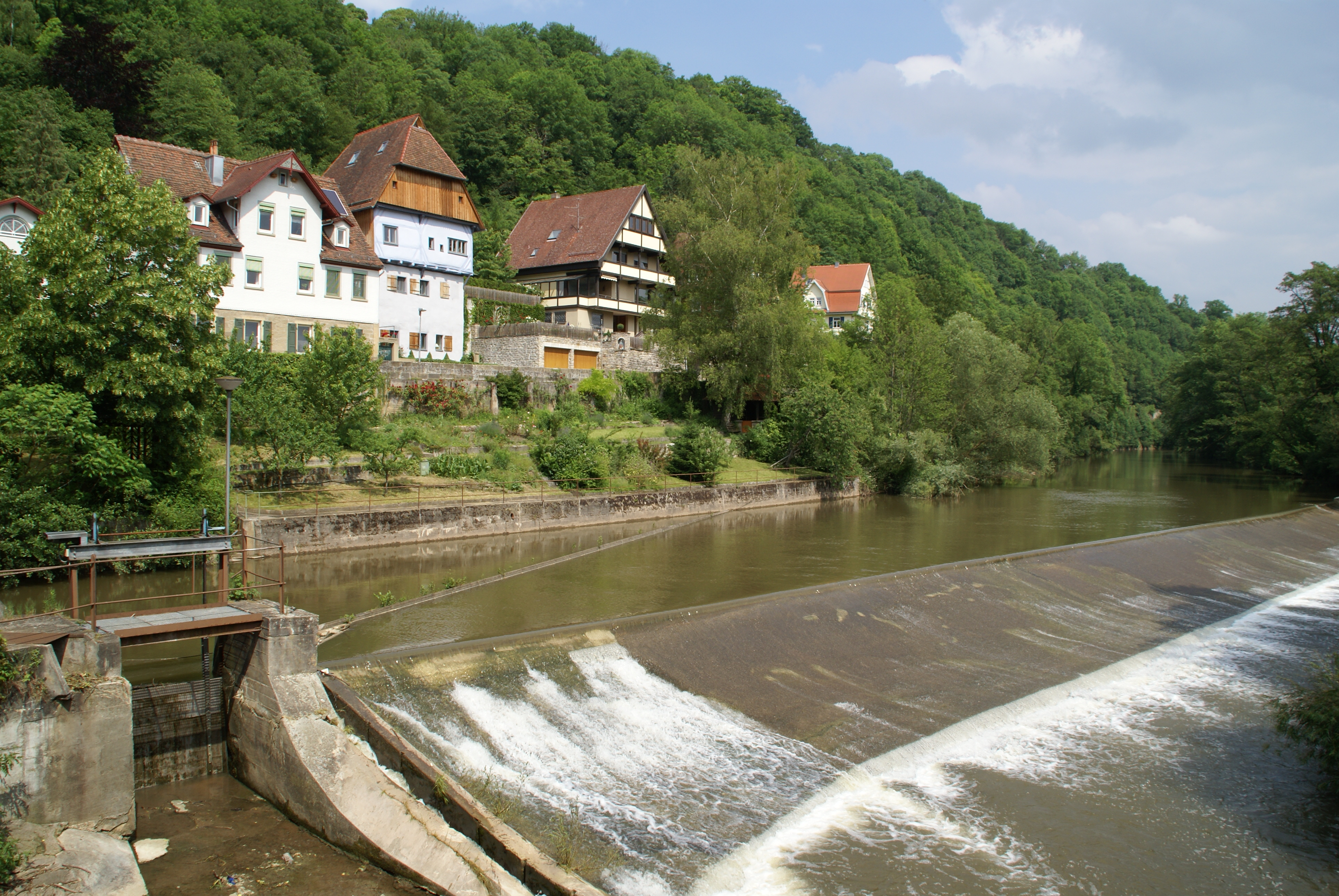
Floden Kocher vid Schwäbisch Hall

Kocher är en cirka 180 kilometer lång flod i Baden-Württemberg i Tyskland.  Den  är en högerbiflod till Neckar och  har sina källor söder om staden Aalen nära Bundesstrasse 19. Vid orten Geislingen rinner den under motorvägen A 6, som passerar floden på den högsta bron i Tyskland med en höjd över marken på 185 meter.
Kocher har sitt sammanflöde med Neckar ca 2 kilometer  uppströms från floden Jagsts sammanflöde med Neckar.